# 塞蘭島天竺鯛
塞蘭島天竺鯛，為輻鰭魚綱鱸形目鱸亞目天竺鯛科的其中一個種。

## 分布
本魚分布於印度西太平洋區，包括日本、菲律賓、印尼、巴布亞紐幾內亞、澳洲、萬那杜等海域。

## 深度
水深1至60公尺。

## 特徵
本魚體延長而側扁，眼大，口大略下位。魚體呈透明，腹部銀白色，體側中央有一條銀色縱帶，尾鰭略凹，體長可達10公分。

## 生態
本魚棲息於半鹹水的紅樹林區域，白天躲藏洞穴中，夜間出來覓食，屬肉食性，以多毛類或其它底棲甲殼類為食。繁殖期時，雄魚具有口孵習性，卵約7日化成仔魚，由雄魚吐出，具短暫的仔魚飄浮期。

## 經濟利用
不具任何經濟價值。